# 滨海桥
滨海桥（英語：Esplanade Bridge）是新加坡的一座桥梁，长260米，宽70米。它跨越新加坡河河口，连接北岸的濱海藝術中心与南岸的鱼尾狮。
该桥建于1994年，1997年3月完成。使滨海中心与珊顿道金融区之间拥有快速通道。